# 刘孔和
劉孔和（約1613年—1644年），字節之，周村郊區太和庄人。
劉家是長白山望族，明末文淵閣大學士劉鴻訓次子，性豪迈，工诗文。李自成陷北京，孔和聚眾起兵反抗大順政權。劉孔和的部隊進入淮河流域，屬劉澤清部，驻扎在黄河北岸。後因論詩與劉澤清交惡，被殺。友人王遵坦等人持數百金尋其屍首，未獲。